# 労働者教育協会

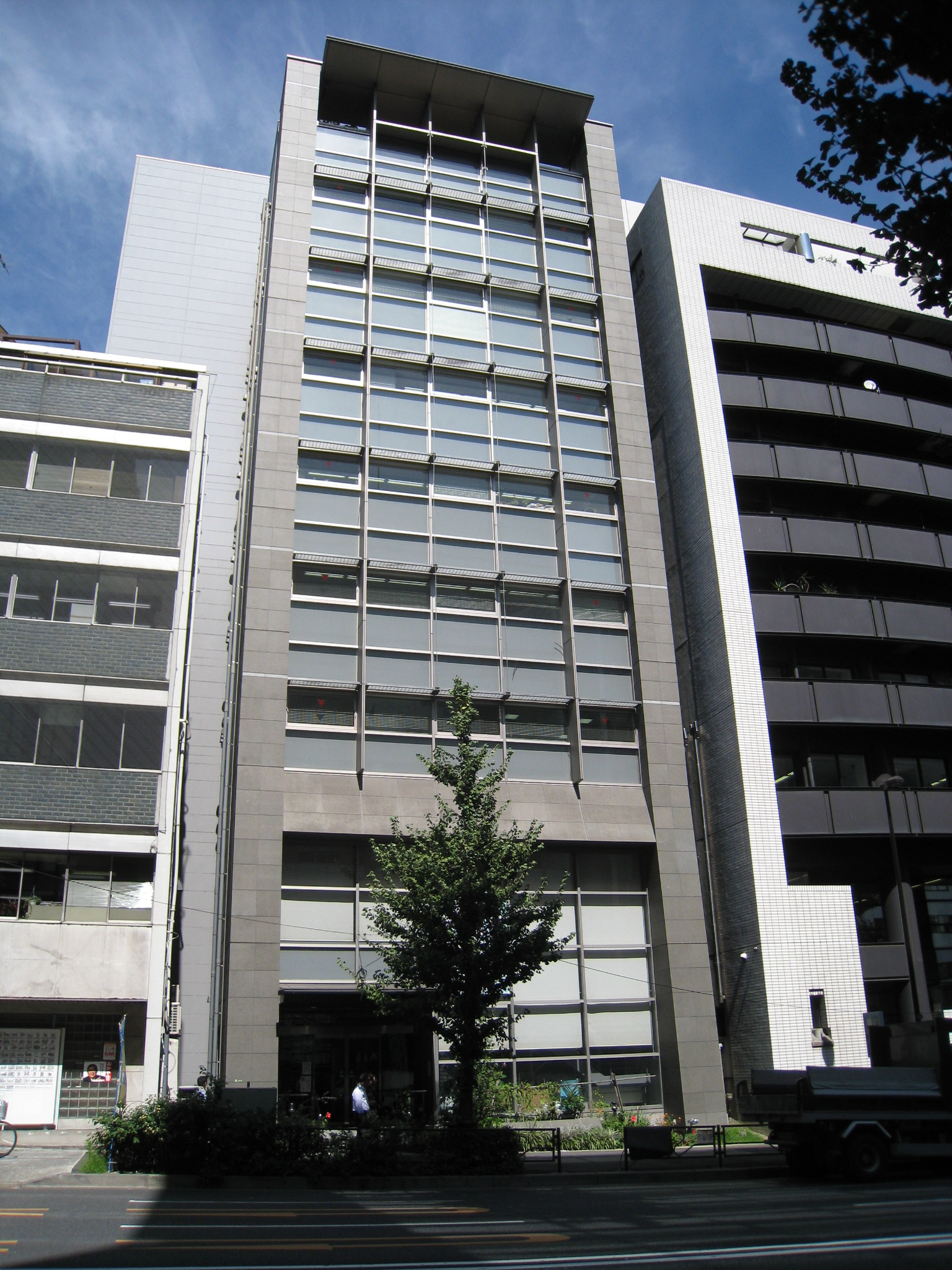
平和と労働センター・全労連会館

労働者教育協会（ろうどうしゃきょういくきょうかい）は、科学的社会主義に基づく労働者向け教育・学習に取り組む日本の労働運動関連組織である。東京都文京区湯島二丁目4番4号平和と労働センター5階に所在。学者（とくに唯物論、マルクス経済学、労働法、青年教育などの分野）、労働組合の幹部、「学習の友」を使った学習会の組織者・チューターなどが個人の資格で参加する個人会員組織。
全国労働組合総連合（全労連）との協力関係を持ち、毎年の『国民春闘白書』や「学習の友」の春闘別冊などは全労連との共同編集として作成される。学習協会・学習協議会等の名称で都道府県単位学習組織が存在する。

## 事業
学習会や労働学校の主催・講師派遣、通信教育、雑誌・書籍の編集・出版などの事業を行なっている。最近は2年おきに「全国学習交流集会」を開催している。

### 勤労者通信大学
通信教育「勤労者通信大学」を主催。全国労働組合総連合（全労連）が推薦（労働組合コース、憲法コースの2コース）。名称は「大学」であるが、学校教育法の定める大学ではない。1968年開校。
科学的社会主義の基礎を学ぶ「基礎理論コース」、労働者の権利などを学ぶ「労働組合コース」、日本国憲法を詳しく学ぶ「憲法コース」、それら3コース受講の土台をつくるための「入門コース」の四科があり、学歴や職業、年齢にかかわりなく誰でも受講できる。入学試験はない。各自の独習を基本とし、各コース2～3回のレポートを提出し、添削指導を受けることで修了資格が得られる。「全国スクーリング」や、都道府県単位の学習組織による地域ごとの「スクーリング」が開かれることもある。なお2020年度は、「労働組合コース」はリニューアル開講の準備のため休講となっている。

### 出版
出版部門は学習の友社。月刊学習誌『学習の友』や『国民春闘白書』等を刊行。月刊「全労連」の発売も請け負っている。
代表的な出版書籍に『科学的社会主義の理論の発展』（不破哲三著、2014年）他。ほか多数の書籍を刊行。

## 沿革
- 1952年10月13日 - マルクス主義理論の普及と労働運動の前進に意欲的な大山郁夫・柳田謙十郎（初代会長）・宮川實・末川博・大内兵衛、向坂逸郎ら116人の知識人と18の労働組合の発起によって、「労働者教育のためのサービス・センター」の役割をはたすことを目的に創立され、労働組合や学習会への講師派遣などの事業を開始した。
- 1953年2月 - 『社会科学基礎講座』（全6巻）を刊行。
- 1953年10月 - 月刊誌『学習の友』を青木書店より創刊（のち学習の友社より刊行）。
- 1954年 - 中央労働学校を設立 。
- 1957年 - 『基礎講座・労働者の社会科学』全5巻を青木書店より刊行。役員体制を整備し、柳田謙十郎を初代会長に選出。
- 1961年 - 『学習の友』4月号の特集「構造改革とは何か」をめぐり対立が深まる。路線対立から一部分が脱退し「労働者学習センター」を設立。脱退派が『学習のひろば』を創刊。
- 1968年 - この年までに全都道府県に地方組織を確立[1][2]。
- 1968年 - 勤労者通信大学発足。1万人の受講者を集める。
- 1969年 - 第1回労働者教育交流研究集会を開催。
- 1972年 - 書籍『君の沖縄』がアメリカ帝国主義の侵略性の過小評価と日本帝国主義を主敵とする誤りがあると批判される。
- 1973年 - 都道府県学習組織の連合体から、個人会員加盟組織へと改革が行われる。
- 1974年 - 『働くものの学習基礎講座』（全4巻＋別巻）が刊行開始。
- 1983年 - 宮川實会長（第2代）。
- 1985年 - 畑田重夫会長（第3代）。
- 1988年 - 辻岡靖仁会長（第4代）。
- 1990年 - ソ連・東欧問題の体制崩壊に対し『学習の友』別冊「いま資本主義・社会主義を考える」を発行する。
- 1998年 - 『新・働くものの学習基礎講座』（全3巻）刊行開始。
- 2002年 - 創立50周年レセプション開催。
- 2003年 - 『学習の友』創刊50年記念号発行。